# كريس جونز (لاعب كرة قدم ليبيري)
كريس جونز (بالإنجليزية: Chris Roosevelt Jones)‏ (23 أكتوبر 1991 - ) هو لاعب كرة قدم ليبيري في مركز الوسط. شارك مع منتخب ليبيريا لكرة القدم. أما مع النوادي، فقد لعب مع نادي كارلسروه 2 ‏ وASV Durlach ‏ وSVN Zweibrücken ‏ ونادي نوتنغن ‏.

## وصلات خارجية
- كريس جونز على موقع قاعدة بيانات كرة القدم.إي يو (الإنجليزية)
- كريس جونز على موقع ناشيونال فوتبول تيمز (الإنجليزية)
- كريس جونز على موقع Soccerway.com (الإنجليزية)